# Fegyverneky Zsófia
Fegyverneky Zsófia (Pécs, 1984. szeptember 29. –) magyar kosárlabdázó, a Mizo Pécs 2010, a Sopron Basket és a magyar válogatott korábbi játékosa.

## Életpályája
Kosárlabda-pályafutását a Mizo Pécs csapatában kezdte. Fegyverneky pécsi nevelésű játékos. 178 centiméter magas és 63 kg. Eredeti posztja irányító. Négyes számú mezben játszik klubcsapatában, ezt a számú mezt viseli a mai napig a nemzeti csapatban. 2010-ben ő lett a nemzeti csapat csapatkapitánya. 2010. júniusa óta férjnél van, férje Dénes Gábor kosárlabdázó. 2012-től 2024-es visszavonulásáig a Sopron csapatában kosárlabdázott. 2015-ben született gyermeke.

## Szezonjai
A pécsi játékos kosaras élete sokak szerint a 2000-es Országos Ifjúsági Kupa szegedi döntőjén kezdődött, amikor is Füzy Ákos lehetőséget adott neki az ifi csapatban. Előtte Benkő Csaba, majd Kamarás Zoltán együttesében szerepelt.

### 2001/2002-es szezon
2001 februárjában mutatkozott be a Mizo PVSK-ban a Diósgyőr elleni megnyert mérkőzésen, amikor is még csak 17 éves volt. Élete első mérkőzésén másfél percet játszott, de pontot nem tudott szerezni. Kezdetben a nagycsapatban csak 5-8 perceket játszott.

### 2003/2004-es szezon
A 2003–2004-es szezontól ténylegesen a csapat tagja. Sokat tanult elmondása szerint Iványi Dalmától és Albena Branzovától. Nagyra tartotta edzőjét, Rátgéber Lászlót. Az ificsapatban Füzy Ákos volt az edzője, aki a „nagycsapatnál” Rátgéber László segítője volt. 2003 októberében egy edzésen részleges keresztszalag-szakadást szenvedett, amiből azonban gyorsan felépült. 2004 májusában elveszítette az édesapját, aki autóbalesetet szenvedett. Az Euroliga sorozat négyes döntőjében a Pécs a 3. helyen végzett. A 2003–2004-es szezonban bajnokságot nyert a Mizo PVSK-val, a döntőben a Szolnokot győzték le 3:1-re.

### 2004–2005-ös szezon
A magyar junior válogatott 2004. július 23-án Lengyelország ellen kezdte meg szereplését az EB-n. A junior nemzeti csapat tagja közt volt Bujdosó Nóra, Czukor Tünde és Fegyverneky Zsófia is. A junior válogatott a 4. helyen zárt az EB-n. A csapat bejutott a női kosárlabda EuroLiga sorozat négyes döntőjébe, a FINAL FOUR-ba. A pécsi csapat végül a 4. helyen zárt. A Pécs bejutott a Magyar Kupa döntőjébe, ahol a Diósgyőr csapatát győzték le.

### 2005–2006-os szezon
A 2005-ös év felfedezettje a Nemzeti Sport szavazásán. A klubcsapatában ettől a szezontól számított alapembernek.

### 2008–2009-es szezon
A 2008–2009-es szezont már a cseh Gambrius Brno csapatában kezdte meg, kétéves szerződést kötött a cseh bajnokcsapattal. Egy szezont töltött el a Brno csapatában, majd a felek szerződést bontottak.

### 2009–2010-es szezon
Egy év elteltével hazatért és újra a Pécs játékosa lett.Visszatérése után újra a négyes számú mezben játszik. A Mizo Pécs 2010 edzője a 2008–2009-es szezontól fogva Füzy Ákos lett. 2010. március 28-án a Pécsen rendezett Magyar Kupa döntőjében a Pécs győzedelmeskedett az MKB Euroleasing Sopron felett. A Mizo bejutott a bajnoki döntőbe, ahol az MKB Euroleasing Sopront győzték le három mérkőzés alatt 3:0-ra. Fegyverneky a második mérkőzés után rosszul lett, infúziót is kapott, de pénteken már játszott Sopronban a döntő harmadik meccsén.

### 2010–2011-es szezon
Fegyverneky számára a szezon már korán megkezdődött, mivel a magyar női kosárlabda válogatott Európa bajnoki selejtezőt játszott augusztusban. Vajda Anna nem vállalta a szereplést a nemzeti csapatban, ezért Fegyverneky Zsófiát választották meg csapatkapitánnyá. Fegyverneky parádésan játszott a selejtezőben. A Montenegró elleni idegenbeli találkozó második negyedében megsérült, a mérkőzést végigjátszotta és 32 pontot dobott, de a válogatott 75-73-as vereséget szenvedett. A Bulgária elleni hazai találkozón már nem játszhatott, mert az előző mérkőzésen megsérült  a bal lába (fáradásos törést szenvedett a lábfejében). A bajnoki rajton (amit kivételesen Budapesten rendeztek) azonban már pályára lépett a Zalaegerszeg csapata ellen. Az isztambuli felkészülési tornán újra megsérült, emiatt néhány meccset ki is kellett hagynia, majd vállsérülése rendbe jövetele után már nem mulasztott meccset. A Pécs a 11. fordulóban találkozott az eddig még veretlen Seat Lami-Véd Győr csapatával. A bajnokságban még veretlen csapatok csatáját a Pécs 2010 nyerte meg és ezzel továbbra is 100%-os volt a  bajnokságban. Fegyverneky kitűnően játszott a rangadón, 19 pontot dobott, benne két triplával és nagyszerűen védekezett Carson ellen. A Pécs nagy bravúrt hajtott végre azzal, hogy az Euroligában az utolsó 5 meccséből négyet megnyert és továbbjutott a csoportjából. A nyolcaddöntőben azonban a spanyol Halcon Avenida csapata kiverte a baranyai csapatot. A bajnokságban a Pécs megnyerte az alapszakaszt, miután hazai pályán 31 ponttal legyőzte a Sopron csapatát. A Magyar Kupa döntőjét Körmenden rendezték meg a Pécs és a Sopron csapata között, amelyet nagy csatában a Sopron nyert meg. A bajnoki döntőt is ez a két csapat játszotta. Az első két mérkőzést a Pécs nyerte meg, ezután három egymást követő mérkőzését megnyerte a Sopron és megnyerte a bajnokságot.

### 2011–2012-es szezon
A szezont újra a válogatottal kezdte, ugyanis a válogatott létfontosságú EB-pótselejtezőt játszik majd júniusban. Zsófi közölte a pécsi klubvezetőkkel, hogy pályafutását a Sopron csapatában szeretné folytatni. A Sopron csapata Honti Kata helyére szerződtette.[forrás?] A Sopronnal kupagyőztes lett. A bajnokság utolsó mérkőzéseit talpsérüléssel bajlódva játszotta végig. A bajnokságot azonban a Sopron 2:0-s vezetésről elbukta a UNI SEAT Győr ellenében.

### 2012–2013-as szezon
Talpsérülése miatt a nyáron nem tudott a nemzeti csapatban játszani. A Sopron a bajnokságot veretlenül vezeti, míg az Euroligában 1 győzelemmel és 1 vereséggel áll.

## Legjobb eredményei[2]
- 136-szores magyar válogatott
- 14-szeres magyar bajnok (2003, 2004, 2005, 2006, 2010, 2013, 2015, 2016, 2017, 2018, 2019, 2021, 2022, 2023)
- 13-szoros magyar kupagyőztes (2003, 2005, 2006, 2010, 2012, 2013, 2015, 2017, 2019, 2020, 2021, 2023, 2024)
- junior EB IV. helyezett (2004)
- Euroliga I. helyezett (2022)
- Euroliga II. helyezett (2018)
- Euroliga III. helyezett (2004)
- Euroliga IV. helyezett (2005, 2019, 2021)
- országos ifjúsági kupa győztes (2001)
- Baranya megye legjobb ifjúsági kosárlabdázója (2001)
- NB I-es juniorbajnokság II. helyezettje (2002)
- legjobb utánpótlás női kosárlabdázó (2002, 2004)
- az év felfedezettje a Nemzeti Sport szavazásán (2005)
- Az év magyar kosárlabdázója (2010, 2011, 2013, 2016,[3] 2018, [4] 2022[5])